# Мурфризборо (Арканзас)
Мурфризборо (енгл. Murfreesboro) град је у америчкој савезној држави Арканзас.

## Демографија
По попису из 2010. године број становника је 1.641, што је 123 (-7,0%) становника мање него 2000. године.
| Група             | 2000.         | 2010.         |
| Белци             | 1.567 (88,8%) | 1.446 (88,1%) |
| Афроамериканци    | 129 (7,3%)    | 125 (7,6%)    |
| Азијати           | 2 (0,1%)      | 7 (0,4%)      |
| Хиспаноамериканци | 24 (1,4%)     | 29 (1,8%)     |
| Укупно            | 1.764         | 1.641         |